# Большой Сык
Большой Сык — река в России, протекает по Зианчуринскому району республики Башкортостан. Длина реки составляет 32 км.
Начинается из родника на северо-западной окраине Алексеевского хребта. Течёт в общем южном направлении через населённые пункты Русский Бармак и Башкирский Бармак. Устье реки находится в 15 км по правому берегу реки Куруил около Нижнего Мамбетшина.
Основные притоки — Колмыкумган (пр), Чеимсаз (пр), Уткорма (пр), Малый Сык (пр).

## Данные водного реестра
По данным государственного водного реестра России относится к Уральскому бассейновому округу, водохозяйственный участок реки — Сакмара от истока до впадения реки Большой Ик. Речной бассейн реки — Урал (российская часть бассейна).
Код объекта в государственном водном реестре — 12010000512112200005508.